# Bosun Ayeni
Bosun Ayeni (født 11. august 1978 i Lagos, Nigeria) er en tidligere professionel nigeriansk defensiv/central midtbanespiller i fodbold, som i løbet af sin aktive fodboldkarriere opnåede kampe på Nigerias fodboldlandshold og optrådte for en række afrikanske og europæiske fodboldklubber, heriblandt nigerianske VIP Ijebu-Ode, nigerianske Shooting Stars F.C., norditalienske AC Reggiana, syditalienske AS Fidelis Andria og rumænske FC Politehnica Timişoara samt de danske fodboldklubber Lyngby FC, Boldklubben Frem, FC Nordsjælland, SønderjyskE, AC Horsens, Christiania SC og Brønshøj Boldklub.

## Spillerkarriere
Som senior spillede den nigerianskfødte midtbanespiller Ayeni i sit hjemland for henholdsvis VIP Ijebu-Ode (i 1995) og Shooting Stars F.C. (1996-1997) i landets bedste fodboldrække, før han i slutningen af 1997 skiftede til rumænske FC Politehnica Timişoara, placeret i landets næstbedste fodboldrække Divizia B, og i 1998 til de daværende italienske Serie B-klubber AC Reggiana (forårssæsonen) og AS Fidelis Andria (efterårssæsonen). Midtbanespilleren fik først sin professionelle ligadebut i 1997/1998-sæsonen, da han spillede for sin rumænske fodboldklub.
Bosun Ayeni fortsatte spillerkarrieren i dansk klubfodbold ved i 1998 at skrive under på en spillerkontrakt med Superligaklubben Lyngby FC, hvor han fik sin Superliga-debut i foråret 1999 og sidenhen spillede i fire sæsoner med deltagelse i 35 Superligakampe (1 scoring) frem til eliteafdelingens konkurs og tvangsnedrykning til Danmarksserien i efteråret 2001. I 1999/2000-sæsonen opnåede Ayeni spilletid i en UEFA Cup 1. rundekamp den 30. september 1999 på udebane i Moskva mod den russiske 1998-ligasæsons bronzevindere Lokomotiv Moskva, hvor han af kampens dommer blev præsenteret for det røde kort i det 59. minut. I januar måned 2000 blev Ayeni opereret og havde en skadespause, der varede hele forårssæsonen 2000, der betød at han først spillede kampe igen den efterfølgende sæson. I september måtte den 21-årige defensive midtbanespiller på ny opereres, denne gang for en meniskskade, der holdt ham ude helt frem til vintertræningen i januar 2001. Ayeni fik sin debut for 1. divisionsholdet Boldklubben Frem den 11. august 2002 i Valby Idrætspark i en 3-0 sejr over Herfølge Boldklub og spillede sidste gang for Valby-klubben den 29. maj 2004 på udebane mod Esbjerg fB i en Superligakamp, som blev tabt med cifrene 3-6. I 2002/2003-sæsonen endte Valby-holdet Boldklubben Frem på en andenplads og rykkede op i den bedste danske fodboldrække den efterfølgende sæson, hvor holdet dog måtte rykke ned efter blot en enkel sæson i ligaen.
Den 1. juli 2004 blev nigerianeren købt af Superligarivalerne FC Nordsjælland, og fik en treårig kontrakt, hvor Bosun Ayeni i løbet af tre sæsoner spillede 55 kampe uden dog at lave nogen scoringer. Et halvt år før spillerkontrakten med nordsjællænderne ville udløb den 30 juni 2007 og med et efterår, hvor han hovedsagligt havde startet på udskiftsbænken til kampe, blev den dengang 28-årige midtbanespiller den 4. december 2006 købt fri af den daværende 1. divisionsklub SønderjyskE, som han underskrev en to-et-halvt-årig kontrakt med frem til sommeren 2009. Den nigerianske midtbanespiller blev den 27. marts 2008, med 15 måneder tilbage af sin kontrakt, fritstillet i SønderjyskE grundet "uacceptabel optræden til træning" efter at have været i håndgemæng med holdkammeraten, angriberen Kenneth Fabricius. Samme forår sikrede klubben sig oprykning til Superligaen. I begyndelsen af 2007/08-sæsonen blev den defensive midtbanespiller udlejet et halvt år til Superligaklubben AC Horsens, men vendte allerede til SønderjyskE samme efterår efter kun at have spillet tre kampe i den bedste danske fodboldrække og uden at få forlænget sin lejeaftale med Horsens-klubben. Efter en skadespause, deriblandt en operation, startede han med at spille fodbold på amatørniveau hos den københavnske Serie 3-amatørklub Christiania Sports Club i 2009/2010-sæsonen. I vinterpausen 2009/2010 var han til prøvetræning hos 1. divisionsklubben Hvidovre IF uden dog at overbevise træneren eller klubbens direktør Mogens Krogh om at tilbyde ham en kontrakt. I sommeren 2010 skiftede han til 1. divisionsklubben Brønshøj Boldklub, hvor han spillede frem til vinterpausen 2010/2011 efter ikke at have været anvendt i særlig mange kampe af cheftræneren i det halve år han var i klubben og uden mulighed for at blive stamspiller.

## Landsholdskarriere
Ayeni opnåede i perioden 2001-2002 samlet at spille to officielle landskampe for det nigerianske landshold, den ene var et opgør i CAF Nations Cups kvalifikationsturnering og den anden var en venskabskamp mod Libyens fodboldlandshold (31 minutters spilletid), hvor han begge gange var med i startopstillingen. I april 2001 var det som repræsentant for Lyngby FC og i 2002 som repræsentant for Boldklubben Frem. I foråret 2000 blev Ayeni udtaget til det nigerianske U-23 landshold. I efteråret samme år spillede han en træningskamp for Nigeria U/23-landshold som optakt til fodboldholdets deltagelse i sommer-OL i Sydney, men grundet en skade i træningskampen måtte han afstå sin plads på Nigerias OL-landshold. Samlet er det blevet til i alt seks optrædener på de forskellige nigerianske landshold.